# Georges-Joseph Chaumet
Georges-Joseph Chaumet, francoski general, * 1888, † 1979.